# Estación Floramar
La Estación Floramar es una de las estaciones del Metro de Belo Horizonte, situada en Belo Horizonte, entre la Estación Waldomiro Lobo y la Estación Vilarinho.
Fue inaugurada en 2002.